# Росспецмаш
Росспецмаш (Российская ассоциация производителей специализированной техники и оборудования) — ассоциация, объединяющая компании российского специализированного машиностроения. Объединяет 187 (по состоянию на 26 июня 2018) компаний-производителей сельскохозяйственной, строительно-дорожной техники, оборудования для пищевой промышленности, а также комплектующих. Президент ассоциации — Константин Бабкин.

## Цель Ассоциации
Влияние на экономическую политику Правительства РФ.

## Основная задача Ассоциации
Создание и поддержка максимально возможного количества конкурентоспособных на внутреннем и внешнем рынках предприятий машиностроения России посредством введения различных направлений господдержки: от субсидирования производителей техники и поддержки экспорта до финансирования НИОКР, льготного финансирования и кредитования инвестиционных проектов.

## Основные направления деятельности
- Лоббирование интересов российского специализированного машиностроения в органах государственной власти.
- Исследование и анализ конъюнктуры рынка.
- Продвижение продукции предприятий российского специализированного машиностроения на внутреннем и внешнем рынках.
- Разработка и экспертиза технических стандартов и регламентов.
- Решение вопросов и проблем модернизации машиностроительной отрасли России.
- Организация конференций и выставок.
- Повышение качества производимой в России техники и оборудования[1][4][5][6][7][8][9].

### Исследовательская деятельность
Материалы Ассоциации «Росспецмаш», получаемые в результате исследований конъюнктур рынков, используются Правительством РФ, руководством субъектов РФ при выработке и принятии решений, определяющих стратегию развития отраслей российской экономики.

### Выставочная деятельность
Ассоциация «Росспецмаш» является организатором международных выставок и форумов:
- «Агросалон» — единственная в России выставка, на которой представляется продукция всех мировых производителей сельхозмашиностроения. Агросалон является центральной отраслевой площадкой, на которой демонстрируются новейшие технические решения в агропромышленном комплексе[12]

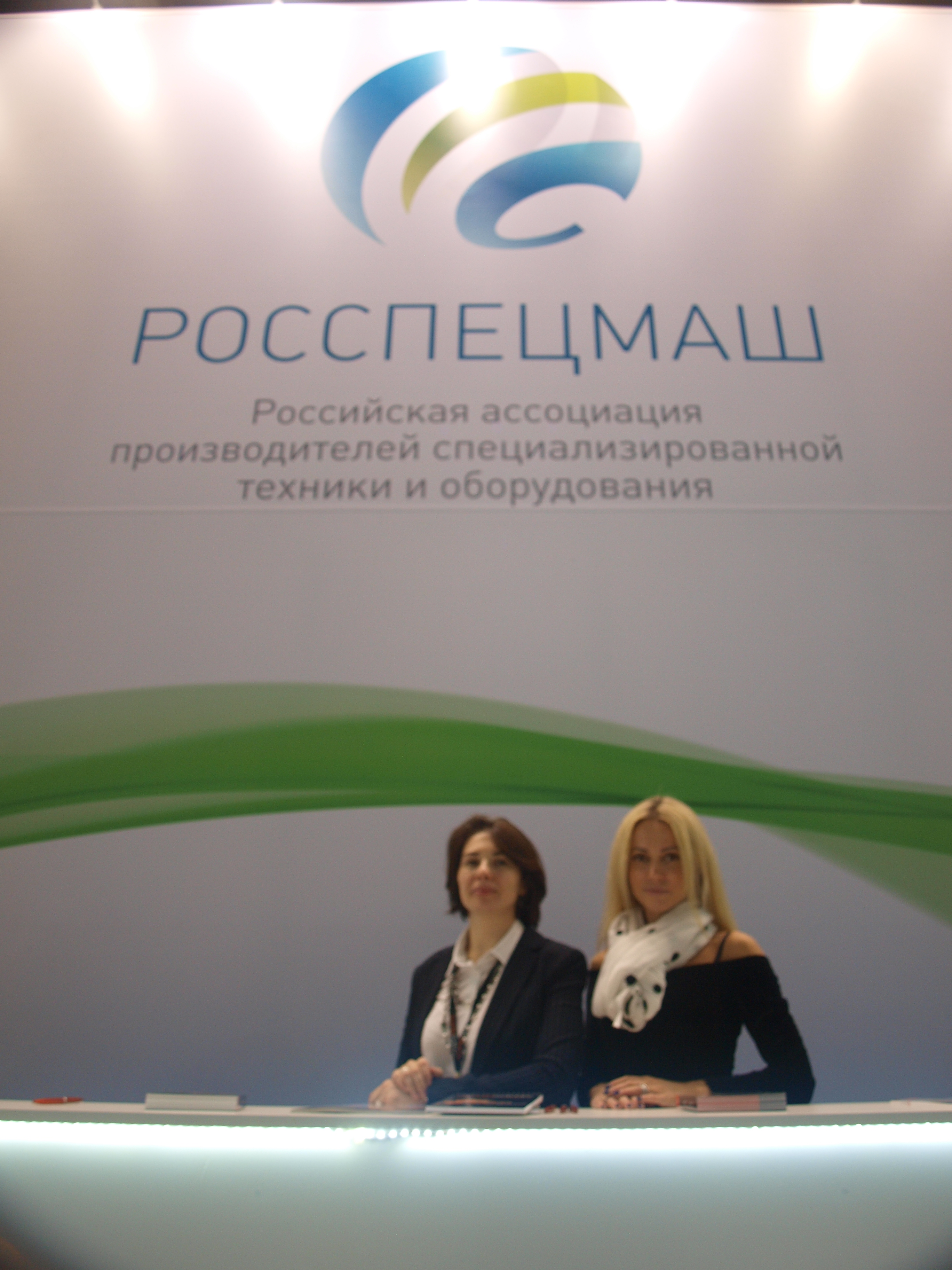
Стенд Росспецмаша на Агросалоне-2018

- «Демострой» — специализированная выставка производителей строительно-дорожной и специализированной техники[13]
- «Пищевое машиностроение»[14]
- «Российско-Монгольская инициатива»[15]

### Лоббирование
Росспецмаш активно работает над поддержанием и совершенствованием механизмов работы федеральной программы субсидирования производителей сельскохозяйственной техники («Программа 1432»).

## История
- «Росспецмаш» был образован 20 апреля 2017 года в результате переименования существовавшей ассоциации «Росагромаш» (Российская ассоциация производителей сельхозтехники). Переименование сделано по причине расширения состава членов[8][19].
- «Росагромаш» возник в июле 2009 года в результате реорганизации «Союзагромаш» (Союз производителей сельскохозяйственной техники и оборудования для аграрно-промышленного комплекса), существовавшего с 1998 года[20].
- Президент Ассоциации — Бабкин К. А. (возглавляет организацию с ноября 2004)[4], директор — Елизарова А. В.[21][22].

## Премия имени А. А. Ежевского
Ассоциацией «Росспецмаш» учреждена Национальная премия имени А. А. Ежевского. Премия присуждается (с участием Минпромторга России) студентам 2-4 курсов очной формы обучения факультетов, связанных с конструированием машин для сельского хозяйства.

## Основные партнёры Ассоциации
- Министерство промышленности и торговли Российской Федерации[24][25]
- Представители законодательной и исполнительной властей РФ, а также субъектов РФ[2][24]
- Российская академия наук[26]
- Высшие учебные заведения России[23][27]